# Repetto
Repetto est une marque française de chaussures de danse créée en 1947.
Après le succès international des ballerines et le développement d'une ligne de maroquinerie en 2011, elle lance l'année suivante une ligne de prêt-à-porter et en 2013 signe un accord de licence exclusif avec Interparfums pour lancer son premier parfum.

## Histoire

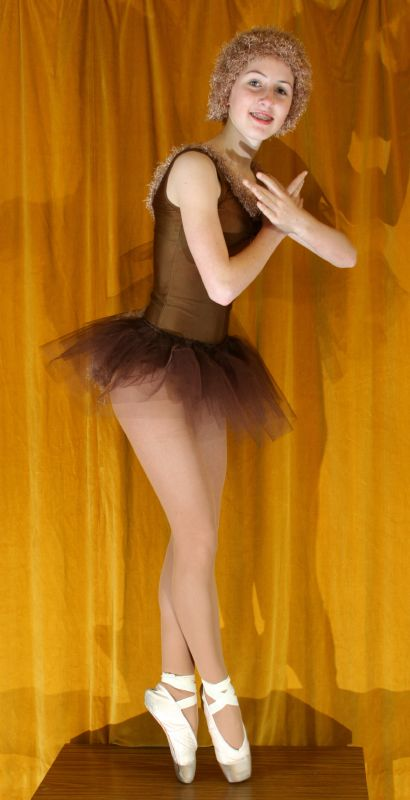
Cette danseuse est chaussée de ballerines Repetto.

Rose Repetto crée en 1947, à la demande de son fils Roland Petit, alors jeune danseur, qui revient courbatu de ses cours, souvent épuisé et parfois même rougi de filets de sang au niveau de ses pieds, des chaussons plus adaptés. Bonne couturière, elle décide de concevoir un chausson qui permettrait une plus grande aisance dans la pratique de ce sport, grâce à sa technique du « cousu-retourné » (la semelle en cuir est cousue à l’envers avant d’être retournée). Elle délaisse alors son métier de bistrotière pour ouvrir un atelier près de l’Opéra de Paris, où elle crée ses premières pointes révolutionnaires.
Neuf ans plus tard, elle crée les ballerines « Cendrillon » qu’elle dédie à Brigitte Bardot, ancienne danseuse. Celles-ci sont immortalisées dans le film Et Dieu… créa la femme.
En 1959, Rose Repetto ouvre sa première boutique au 22 rue de la Paix, à Paris. De nombreux danseurs viennent s’y fournir : Maurice Béjart, Rudolf Noureev, Mikhaïl Barychnikov, Carolyn Carlson, le Kirov, les Folies Bergère, etc.
Rose Repetto décide en 1967 d'implanter sa production à Saint-Médard-d'Excideuil en Dordogne où un de ses amis fabrique des pantoufles. Les pointes et ballerines y sont encore aujourd’hui fabriquées.
Dans les années 1970, Serge Gainsbourg devient ambassadeur de la marque en portant ses fameuses « zizi » blanches à lacets (créées à l'origine pour la danseuse Zizi Jeanmaire).
À la mort de sa fondatrice Rose Repetto en 1984, la marque, reprise par le groupe américain Esmark en 1987 puis la Caisse centrale des Banques populaires en 1988, se banalise puis se démode. 
En 1999, Jean-Marc Gaucher, ancien PDG de Reebok France, reprend les rênes de la société qui est en déclin. Il rachète la société et, malgré un dépôt de bilan en 2002, lui offre un nouvel essor en situant la marque dans le luxe afin de vendre ses ballerines autour de 150 euros la paire en moyenne. Il fait de l'entreprise familiale une marque internationale, en créant des séries limitées et en signant notamment des partenariats avec diverses marques : Issey Miyake en 2000, Yohji Yamamoto en 2002, Comme des Garçons en 2004. En 2006, Repetto lance sa première campagne internationale de publicité.
La marque Repetto est désormais une référence non seulement dans le monde de la danse, mais également dans la confection de chaussures de ville. Elle produit principalement des ballerines, mais également des bottes, des mocassins, des babies, et des escarpins, tirant leur inspiration de différents types de danses. La marque est désormais distribuée dans le monde entier grâce à de nombreux points de vente. À partir de 2012, elle s'ouvre également au prêt-à-porter en faisant appel à la styliste Émilie Luc-Duc,,.
En 2007, le groupe Repetto, s'intéresse à la reprise du chausseur Charles Jourdan, mis en liquidation judiciaire au mois de septembre 2007 ; mais finalement le groupe retire son offre.
Pour faire face à la demande importante, notamment japonaise et coréenne, l'entreprise démarre en 2011 l'agrandissement de l'usine de Saint-Médard-d'Excideuil sur 3 000 m2 supplémentaires, de façon à pouvoir produire annuellement 500 000 paires de ballerines. De plus, une diversification vers les sacs et le textile est réalisée à partir de 2011. En complément, la marque dispose à Coulaures de son propre centre de formation. Autre diversification, Repetto commercialise son premier parfum en juillet 2013.
L'entreprise élargit sa clientèle avec des collaborations artistiques, notamment avec Matthieu Chedid en 2017, l’artiste Stromae ou encore l’influenceuse Chiara Ferragni.
Certains chaussons de danse sont fabriqués en Tunisie, alors que des collants pour la danse sont fabriqués au Portugal[réf. nécessaire].

### Lignes de parfums
En 2011, Repetto signe un contrat de licence mondial exclusif avec Interparfums.
- Repetto Eau de Toilette (2013)
- Repetto Eau de Parfum (2014)
- Repetto Eau Florale (2015)

## Chiffres

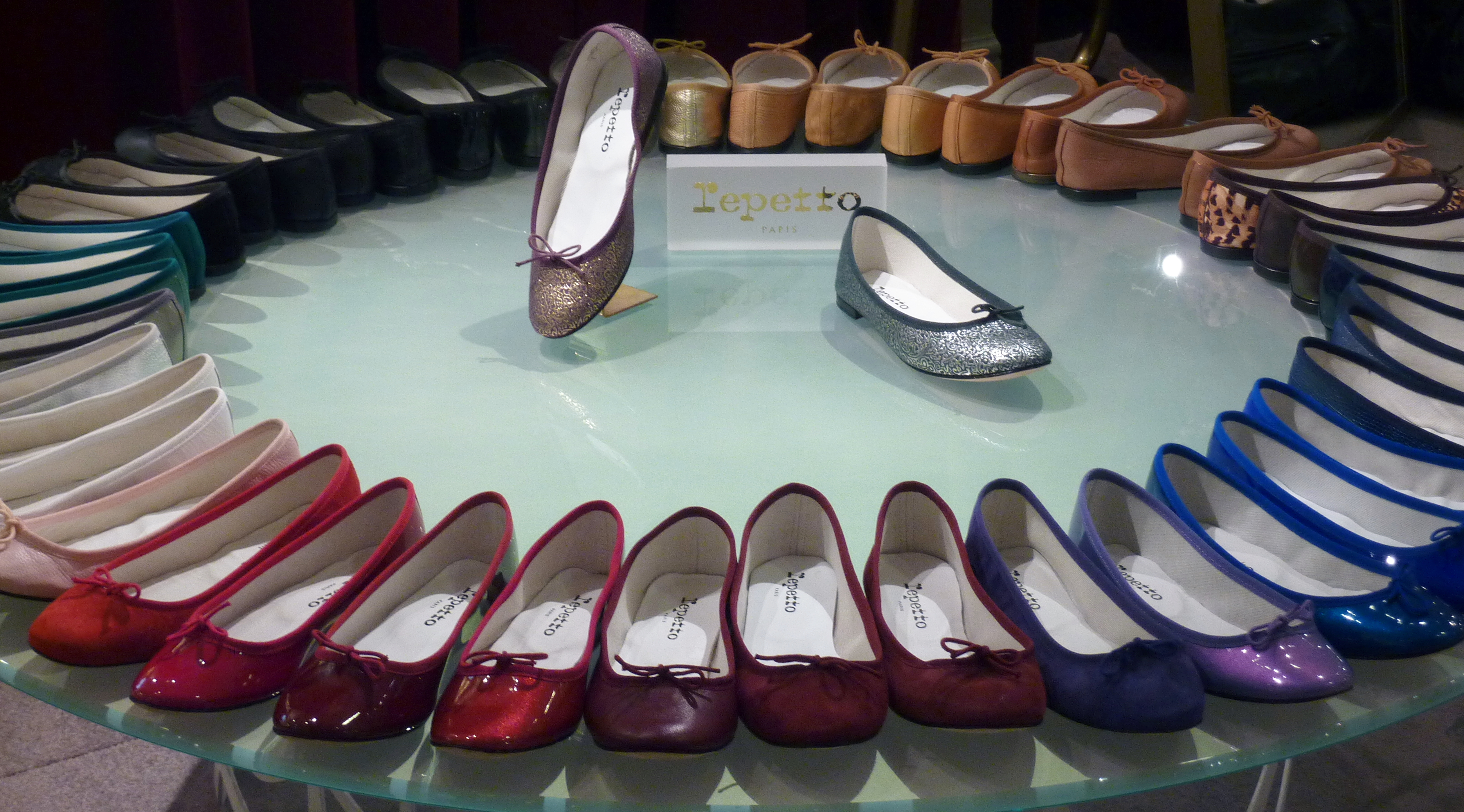
Présentation de chaussures Repetto dans le magasin parisien Printemps Haussmann.

- En 2005, le chiffre d'affaires de la société s'élevait à 13,7 millions d'euros
- En 2006, le chiffre d'affaires de la société s'élevait à 23,4 millions d'euros, la moitié étant générée par la vente de ballerines.
- En 2010, le chiffre d'affaires de la société s'élevait à 30 millions d'euros[16]
- En 2012, le chiffre d'affaires de la société s'élevait à 60 millions d'euros[24], Repetto comptant une cinquantaine de boutiques en propre dans le monde[25]
- 60 % du chiffre d'affaires de l'entreprise provient de l'exportation[17]